# Rostec
Rostec (en ruso: Ростех - Rostej), anteriormente Rostechnológuii (en ruso: Ростехнологии) es una corporación estatal rusa establecida a finales de 2007 para promover el desarrollo, la producción y la exportación de productos industriales de alta tecnología para los sectores civiles y de defensa.
Reúne a alrededor de 700 entidades que forman 14 holdings empresariales: once holdings operan en la industria de defensa y tres - en el sector civil. Las empresas que forman parte de Rostec están ubicadas en 60 regiones de la Federación Rusa y suministran productos a más de 70 países del mundo.
Rostec fue fundada en 2007 como una "corporación estatal", un tipo especial de entidades legales en Rusia. La corporación estatal se establece por contribución de propiedad por parte de la Federación de Rusia. La organización está encabezada por Serguéi Chémezov. Su sede se encuentra en Moscú.
El nombre completo en ruso es Государственная корпорация по содействию разработке, производству и экспорту высокотехнологичной промышленной продукции «Ростех». El nombre corto en ruso es Госкорпорация Ростех. Nombre completo en inglés es State Corporation for Assistance to Development, Production and Export of Advanced Technology Industrial Product «Rostec». El nombre corto en inglés es Rostec Corporation. Rostec era conocido como Rostechnológuii hasta diciembre de 2012. Su nombre en español significa Corporación Estatal de Asistencia al Desarrollo, Producción y Exportación de Producto Industrial de Tecnología Avanzada «Rostec»

## Historia
El Presidente de Rusia V.Putin el 23 de noviembre de 2007 firmó la Ley Federal sobre la fundación de la Corporación Estatal “Rostechnológuii” la que fue aprobada por la Duma de Estado el 9 de noviembre.
El estado aportó 443 entidades al balance de la corporación. Su valor total fue de 630 millones de rublos rusos; más del 30% de estas empresas se encontraban en situación de pre-crisis y de crisis, 28 entidades en procesos de quiebra, 17 no tenían operaciones comerciales y 27 habían perdido parte de sus activos o corrían el riesgo de pérdida material. Los ejecutivos de algunas empresas incluidas en Rostec se enfrentaban uno con otro. Para el momento en que Rosoboronprom, una empresa finalmente fusionada con Rostechnológuii, adquirió la participación de control en VSMPO-AVISMA en 2006,,  el conflicto en curso entre los accionistas lo expuso a la crisis. En octubre de 2005, el Servicio Federal para los mercados financieros (FFMS) suspendió ventas de las acciones ordinarias de la empresa en las bolsas RTS y MICEX[12].

## Composición de la Corporación (holdings)
Las principales holdings empresariales componen 3 grupos: aviación, electrónica, armamento.

### Aviación
- Helicópteros rusos
- Corporación unida de motores
- KRET (Consorcio "Tecnologías Radioeléctricas")[11]
- Technodinamica (Holding "Equipo de Aviación" hasta 2015)

Electrónica:
- Ruselectronics
- Shvabe (Sistemas y Tecnologías Ópticas hasta el 26 de octubre de 2012[12])
- Corporación unida de fabricación de instrumentos
- Consorcio "Avtomatika"

Armamento:
- Consorcio "Tecmash"
- Vysokotochnye Kompleksy (sistemas de alta precisión)
- RT-Chemcomposite
- Corporación Kalashnikov
- NPO SPLAV
- TSNIITOCHMASH

Otras empresas:
- Rosoboronexport
- VSMPO-AVISMA
- RT-Desarrollo de negocios
- Empresa Nacional de Inmunobiología
- Kamaz
- AvtoVAZ

#### Helicópteros rusos
Rostec creó la empresa Helicópteros Rusos, que se coloca en el primer lugar en el mundo en cuanto a volumen de ventas de helicópteros de combate dejando atrás a Sikorsky, Bell y Eurocopter.
- Más de 8.500 helicópteros rusos se utilizan en más de 100 países del mundo
- Helicópteros Rusos cuenta con el 85% de la cuota del mercado nacional y el 14% - del mercado internacional
- La cartera de pedidos en firme totaliza 396,1 mil millones de rublos en helicópteros (808 helicópteros)

En 2011 Helicópteros Rusos y la empresa italiana Agustawestland acordaron establecer una compañía conjunta HeliVert para iniciar la producción del helicóptero multipropósito bimotor AW139 en Rusia. La planta de producción se encuentra en Tomilino, región de Moscú
En 2017 el Fondo de Inversión Directa de Rusia (RFPI) ha formado un consorcio compuesto por importantes fondos de Oriente Medio y finalizado un acuerdo para adquirir una participación minoritaria en Helicópteros rusos (parte de la Corporación estatal Rostec). La valoración de Helicópteros Rusos se estima en 2.35 mil millones de dólares.
La transacción consiste de dos etapas. La primera etapa involucra la venta de una participación de 12% y una inversión de 300 millones de dólares, y también el posterior aumento potencial en la inversión a 600 millones de dólares. El acuerdo incrementará el capital autorizado de la sociedad. Esto acumulará una cantidad significativa de fondos dentro de la compañía. Estos fondos son necesarios para la implementación de la estrategia y el plan de negocios de la empresa, incluyendo el desarrollo de nuevos tipos de helicópteros. Además, estos fondos ayudarán a implementar el programa de inversión del holding empresarial, así como financiar posibles actividades de las fusiones y adquisiciones de empresas destinadas a aumentar los programas de valor de la cartera y de capital financiero.

#### Corporación unida de motores
El grupo corporativo es responsable de la producción de motores para aviación militar y civil y programas de exploración espacial. Fábrica turbinas eléctricas para generación de electricidad y calor, unidades de compresores a gas y unidades de turbinas de gas para marinas.
Corporación unida de motores ha creado una nueva versión del motor de aviación PD-14 para la próxima generación de aeronaves MS-21, así como un motor militar de próxima generación para la 5.ª generación de aviones de combate, motores de helicópteros, etc. La empresa también diseñó e introdujo al mercado nuevas unidades de turbina de gas con la capacidad de 60-110 MW.

#### KRET (Consorcio "Tecnologías Radioeléctricas")
KRET desarrolla y fabrica especificaciones militares radio-electrónicas, identificación de estado, aviación y equipos radio-electrónicos, dispositivos de medición de usos múltiples, conectores eléctricos desmontables y una variedad de productos civiles. El grupo corporativo ha desarrollado uno de los dos sistemas estatales existentes de identificación de radiolocalización. La ambición de la compañía es entrar en el mercado global de conectores desmontables para las compañías más grandes del mundo.

#### Technodinamica (Equipo de aviación hasta 2015)
Principal desarrollador y fabricante ruso de equipos de aviones, incluyendo chasis, sistemas de combustible, sistemas de control de vuelo y unidades de potencia auxiliar. Especializaciones en desarrollo y producción de:
- Sistemas y unidades de control del motor.
- Sistemas de apoyo a la vida, sistemas de salvamento y de emergencia.
- Sistemas de control y unidades de ejecución.
- Sistemas hidráulicos y sistemas de combustible.
- Sistemas de alimentación.
- Unidades auxiliares de potencia.
- Equipo de pista.

### Electrónica

#### Ruselectronics
Ruselectronics ha consolidado las empresas de la industria electrónica especializada en el desarrollo y la producción de componentes electrónicos, dispositivos y equipos electrónicos, equipos de microondas y dispositivos semiconductores.

#### El holding Shvabe
Shvabe es responsable del desarrollo y producción de sistemas óptico-electrónicos de alta tecnología tanto para fines militares como civiles, fabricación de equipos ópticos, médicos y de ahorro de energía.
El holding se conformó en 2008. Hasta el 26 de octubre de 2012 se llamaba NPK Opticheskie Sistemi i Technologii. Las empresas del holding fabrican aparatos óptico-electrónicos, dispositivos y sistemas militares, los productos de alta tecnología de uso civil (sistemas de vigilancia de monitoreo aeroespacial y distanciado de la Tierra, sistemas láser, distanciómetros, visores láser, sistemas fotolitográficos, elementos de precisión, nanodispositivos, equipos médicos, dispositivos geodésicos, dispositivos de iluminación, etc.). La nomenclatura de los artículos fabricados por el holding se compone de 5000 nombres.
NPO Astrofisika, S.A., NPO Alfa, S.A., Fábrica Óptico-Mecánica de Vologda, S.A., Instituto Estatal de Óptica Aplicada, S.A., GOI de Vavilov, S.A., OKB Granat de Orlov, S.A., Fábrica Óptico-Mecánica de Zagorsk, S.A., Fábrica de Zverev de Krasnogorsk, S.A., Fábrica de Cristal Óptico de Litkarino, S.A., NITI Opticheskogo Materialovedeniya del Centro Científico Nacional GOI de Vavilov, S.A., PO Fábrica de Dispositivos de Novosibirsk, S.A., NPO Óptica, S.A., FGUP NPO Orion, S.A., MZ Sapfir, S.A., TsKB Tochnogo Priborostroeniya, S.A., TsKB Foton, S.A., Asociación de Fábrica Óptico-Mecánica de Yalamov de Ural, S.A. forman parte del holding. El holding está registrado en Ekaterimburgo desde 2011.
Según los planes de Rostec, la OPV del holding Shvabe se llevará a cabo en unos cuatro o cinco años.

#### Corporación unida de fabricación de instrumentos
Establecimiento de la fabricación de productos competitivos de alta tecnología en el campo de herramientas y sistemas de comunicación, sistemas automatizados de control, seguridad electrónica y sistemas robóticos que cumplen con los requisitos modernos, así como productos competitivos civiles y de doble propósito con alto potencial de exportación.

#### Consorcio "Avtomatika"
Consorcio "Avtomatika" es la empresa más grande de la Federación Rusa que se ocupa de los problemas de seguridad de información, con el desarrollo y la producción de equipos y sistemas de comunicación secretos, sistemas de información y telecomunicación protegidos y sistemas de control automatizados especiales.

### Armamento

#### Consorcio "Tecmash"
El consorcio "Techmash" se especializa en el desarrollo y producción de municiones para las capacidades de combate de las principales fuerzas de ataque de las Fuerzas Armadas.
La estructura del holding empresarial JSC "SPC" Techmash" incluye actualmente 48 organizaciones de la industria de municiones y productos químicos especiales, 47 empresas pertenecen al complejo industrial-militar y se incluyen en el registro consolidado de organizaciones del complejo militar-industrial de la Federación de Rusia. Muchas empresas e instituciones de investigación incluidas en el holding empresarial tienen una historia que se extiende por varias décadas. Las organizaciones del holding están ubicadas en 15 regiones de la Federación de Rusia.

#### Vysokotochnye Kompleksy (sistemas de alta precisión)
Vysokotochnye Kompleksy es parte del complejo de la industria de defensa enfocado en sistemas de alta precisión y armas para la zona táctica de combate. Incluye todo el ciclo de producción de armas y equipos de defensa, desde la generación de ideas hasta la distribución de productos.

#### RT-Chemcomposite
El grupo corporativo se especializa en la investigación y el desarrollo innovadores en el campo de materiales compuestos poliméricos y productos integrados para la exploración espacial, aviación, armas y equipo militar, transporte terrestre y acuático, servicios públicos de energía y otras industrias.

#### Consorcio Kalashnikov
El 13 de agosto de 2013, fusionaron Izhmash y la planta mecánica Izhevsk y nombraron la nueva empresa "Consorcio Kalashnikov". El 51% de las acciones del consorcio pertenece a Rostec y el 49% a los inversionistas privados. Ahora el consorcio Kalashnikov es el mayor y más importante fabricante de armas de combate automático y francotirador de Rusia, proyectiles guiados y una amplia gama de productos civiles, incluyendo escopetas, rifles deportivos, máquinas y herramientas.
En 2017 a la consideración del Consejo de Supervisión con la aprobación del Consejo de Administración de la Corporación Estatal Rostec fue presentada la venta de las acciones del grupo Kalashnikov a Andrey Bokarev y Alexey Krivoruchko.
Se observa que la cantidad de los valores a vender es 26% menos una acción.
"En caso de que el proceso sea aprobado, la participación de los inversores privados en el capital social del grupo Kalashnikov aumentará al 75% menos una acción. La corporación estatal reservará una participación de bloqueo del 25% más una acción", dijo el director general de la corporación estatal Rostec Serguéi Chémezov.
Según los representantes de la corporación estatal, la estrategia de desarrollo de Rostec 2025 prevé que los inversores privados serán atraídos a varios activos. La corporación estatal actualmente posee el 51% de las acciones de Kalashnikov. Bokarev y el presidente del grupo Kalashnikov, Krivoruchko, retienen el 49% de las acciones compradas en 2014 por 1.3 mil millones de rublos .
Kalashnikov es el mayor fabricante de armas de combate de Rusia, cohetes guiados y una amplia gama de productos para los mercados civiles: escopetas, rifles deportivos, máquinas herramientas y herramientas.
Representa el 90% de la producción automática de armas en Rusia y el 95% de las armas de francotirador.

#### NPO SPLAV
El holding Splav es una de las principales compañías globales que desarrollan y fabrican sistemas de cohetes de lanzamiento múltiples (MLRS) y una de las compañías claves que suministran armas rusas al mercado global en el segmento considerado. Esta es el único holding en Rusia que diseña y desarrolla múltiples sistemas de lanzamiento de cohetes (MLRS) y cartuchos.

#### TSNIITOCHMASH
TSNIITOCHMASH es un gran diseñador y productor de armas para el ejército ruso y MVD Internal Troupes.
TSNIITOCHMASH determina el desarrollo y produce armas pequeñas y simuladores para ellos, equipo de campo individual, conduce I+D en sistemas de control para municiones guiadas de precisión (así como protección contra ellas), sistemas de artillería de campo y nuevos materiales.

### Otras empresas

#### Rosoboronexport
Rosoboronexport es el único intermediario estatal para la exportación e importación de toda la gama de productos, tecnologías y servicios militares y de doble finalidad.
El desarrollo de la cooperación militar industrial con países extranjeros es una de las actividades más importantes de la corporación. El volumen de exportaciones de 2011 de productos de uso militar a clientes extranjeros a través de Posoboronexport alcanzó los 10 700 millones de dólares, a pesar del pronóstico de 9 190 millones de dólares. La continua subida del volumen de ventas (en 2011 en 2 mil millones de dólares) permite a Rusia ocupar el segundo lugar (superado solamente por los Estados Unidos) en el ranking de los estados exportadores de productos militares. En el año 2012, los ingresos de las exportaciones de armas rusas alcanzaron los 15 214 millones de dólares, y el volumen total de pedidos de productos militares rusos alcanzó los 46 300 millones de dólares.
Rosoboronexport representa el 85% de la exportación de artículos militares rusos.
- La cartera de pedidos de la compañía asciende a 45.000 millones US$.
- Exporta material militar a más de 70 países.

La exportación de armas de Rosoboronexport asciende a 13.800 millones de dólares (2015).

#### VSMPO-AVISMA
Produce el 30% del titanio del mundo. En cooperación con Boeing, la compañía ha desarrollado nuevas tecnologías de titanio, lo que ayudó a reducir el peso del avión y garantizar un ahorro de combustible considerable. Hoy VSMPO-AVISMA exporta el 70% de su producción.
La Corporación representa el 40% de la demanda de Boeing de titanio, el 60% de Airbus y el 100% de Embraer. El beneficio neto de VSMPO-AVISMA aumentó más de 80 veces, de 173 millones de rublos en 2009 a 14 mil millones de rublos (350 millones de USD) en 2015.

#### RT-Desarrollo de negocios
RT-Desarrollo de negocios, S.A. se encarga de implementar la estrategia de Rostec con el objetivo de incrementar la capitalización de proyectos en los sectores de tecnologías avanzadas comerciales, materias primas e infraestructura asociada.

#### Empresa Nacional de Inmunobiología
El holding farmacéutico para la investigación y el desarrollo de remedios inmunológicos biológicos.

#### KAMAZ
KAMAZ es el principal fabricante ruso de camiones y motores diésel.
- 52% de la cuota de mercado de los camiones rusos
- ocupa el lugar 14 entre los productores internacionales de camiones
- ocupa el octavo lugar entre los fabricantes internacionales de motores diésel
- asociación estratégica establecida con el Grupo Daimler

El equipo KAMAZ MASTER ha ganado 13 veces el rally de resistencia de Dakar más prestigioso.

#### AVTOVAZ
La alianza Renault-Nissan-AVTOVAZ es el cuarto mayor fabricante de automóviles del mundo.
Las marcas de la Alianza poseen un 30% de participación en el mercado de automóviles de Rusia.
Para 2020, la planta de Togliatti producirá más de 1 millón de coches al año, convirtiéndose en la mayor planta de automóviles de Europa. La Alianza invertirá más de 742 millones de dólares en la modernización de la producción y ya está desarrollando tecnologías innovadoras. Han lanzado una nueva línea de producción moderna con una capacidad de hasta 350.000 coches al año. Las nuevas líneas de fabricación para 5 modelos de 3 marcas diferentes - Lada, Renault y Nissan. En 2015 la compañía lanzó dos modelos nuevos - Lada XRay y Lada Vesta.

## Estructura de edad

### “Complejo Industrial de Defensa “Oboronprom”, S.A. de tipo abierto
Es un grupo multidisciplinar industrial de inversiones en el ámbito de la construcción de maquinaria y altas tecnologías, fundada en 2002. Es la compañía matriz para las empresas de construcción de helicópteros y motores de Rusia. Según los resultados del año 2011 los ingresos alcanzaron 230 mil millones rublos, lo que es seis veces más en comparación con el año 2007, cuando “Oboronprom” todavía no formaba parte en la composición de la Corporación.
A Rostec le pertenece un 58,32 % del capital social de  “Oboronprom”. El “Complejo Industrial de Defensa “Oboronprom”, S.A. de tipo abierto ejerce el control sobre los holdings siguientes:
- “Vertolety Rossii”, S.A. de tipo abierto
- “Empresa Gestora “Obyedinennaya dvigatelestroitelnaya corporatsiya”, S.A. de tipo abierto
- “Oboronitelnyye sistemy”, S.A. de tipo abierto

En concordancia con los planes de Rostec, la OPV de “ Vertolety Rossii” se realizará durante cuatro – cinco años. Más tarde se planea realizar la primera colocación de acciones de ODK.

### Prominvest, S.L.
Este holding trabaja en el sector de la gestión inmobiliaria, construcción civil e industrial. Forman parte del holding:
- RT-Stroitelnie Technologii, S.A.
- Technopromexport, S.A.
- Empresa de Relaciones Económicas Exteriores Tyazhpromexport, S.A.
- Promishlennie Technologii, S.A.

### RT-Khimkompozit, S.A.
El holding, creado en principios de 2011, trabaja en el sector de los materiales compuestos, tecnologías e ingeniería química. Las sociedades estratégicamente importantes y los centros científicos forman parte del holding. Sus principales actividades son las investigaciones científicas y los trabajos en el sector de creación de nuevos materiales, construcciones únicas, tecnologías, y también la fabricación en serie de productos científicos para el espacio, aeronaves, maquinaria militar y armamento, transporte terrestre y acuático, la investigación en el sector de la energética y producción química para muchos sectores de la industria.

### RT-Biotechprom”, S.A.
El holding, creado en marzo de 2008, realiza diversos proyectos altamente tecnológicos en el sector de biotecnologías. RT-Biotechprom gestiona el Instituto de Proyección en Investigación Científica de la Industria Médica de Belgorod, S.A., el Instituto Estatal de Investigaciones Científicas en Biosíntesis de Proteínas, S.A., la Fábrica de Equipos Médicos Electrónicos, S.A. (EMA, por sus siglas en ruso), el Instituto de Proyección de Empresas de la Industria del Caucho, S.A., el Instituto de Investigaciones Científicas de Polímeros Médicos, S.A., el Instituto de Investigaciones Científicas en Artículos de Goma y Látex, S.A., el Instituto de Investigaciones Científicas en Tecnologías de la Industria Médica, S.A., Kozha, S.A. Además, el holding tiene alrededor del 30 % de acciones del Complejo de Biotecnologías de Siberia del Este, S.A. (Tulún, provincia de Irkutsk).
Según los planes de Rostec, los activos financieros del holding saldrán a la OPV.

### RT-Stankoinstrument”, S.A.
En 2009, Rostechnologii creó RT-Mashinostroyenie, S.A. para gestionar el holding (con la estructura integrada) en el sector de fabricación de maquinaria. El 1 de marzo de 2012 la sociedad cambió el nombre por RT-Stankoinstrument. Las funciones del holding integrado son la organización de la realización de la auditoría técnica y el «rearme» tecnológico de las empresas de la Corporación Estatal Rostec.
VNIIavtogenmash, S.A., Instituto de Investigación Científica en Diamantes Naturales, Sintéticos y Herramientas(VNIIALMAZ), S.A., VNIIINSTRUMENT, S.A., VNITI EM, S.A., NIPTI MIKRON, S.A., OOPZ Neftekhimavtomatika, S.A., VO Stankoimport, S.A. forman parte del holding.

### Consorcio de Investigación y Fabricación Technologii Mashinostroyeniya, S.A.
El Consorcio de Investigación y Fabricación Technologii Mashinostroyeniya, S.A. se creó en 2011. El holding trabaja en el sector de la industria de munición y química específica. El holding fabrica munición para diversos usos, de alta precisión, lanzacohetes múltiples, munición no guiada aérea de pequeño calibre, modelos innovadores de armamento aéreo y bombas, entre otros productos de uso militar. Los productos de uso civil de Technologii Mashinostroyeniya incluyen la maquinaria agrícola con equipos colgantes y remolques, estructuras metálicas y componentes de maquinaria, equipos para la industria minera y exploración geológica, artículos eléctricos, explosivos industriales y sus productos derivados, fuelles metálicos, bombas hidráulicas, y otros bienes de consumo. NPO Pribor, S.A., NPO Basalt, S.A., NPO Pirotechnicheskie Sistemi, S.A., Mashinostroitel, S.A. y, entre otros, NPO Splav, S.A. forman parte del holding.

### Consorcio Radioelektronnye technologii, S.A.
Las principales actividades de las empresas, que forman parte del consorcio, creado en 2009, son innovadores diseños de aviónica, medios electrónicos de guerra, sistemas estatales de detección, medidores de radiación, cables, conectores eléctricos, electrodomésticos, aparatos médicos y otros productos para uso civil. El consorcio une más de 95 empresas, situadas en el territorio de 28 regiones de la Federación Rusa. El grupo de empresas afirma que su función principal es cumplir con los pedidos del estado en los sectores de medios electrónicos de guerra y sistemas estatales de detección. Otra de las funciones es mejorar la eficiencia operativa del holding y expandirse hacia nuevos mercados (los mercados militar y civil de conectores eléctricos y cables, placas para cocinas, sistemas automatizados de control y contabilidad eléctrica, diversos equipos de comunicación). El holding Aviapribor, que forma parte del Consorcio Radioelektronnie technologii (KRET, por sus siglas en ruso) firmó un contrato con Minpromtorg para fabricar modelos de prueba de equipos a bordo de aeronaves para los innovadores modelos de aviones rusos. De acuerdo con la decisión del Consejo de Administración de Rostec, tomada en diciembre de 2012, se destinaron los activos del holding Aviapriborostroenie.  Al consorcio Radioelektronnie Technologii. Asimismo, se conformó el centro ruso más grande de fabricación de dispositivos para el complejo militar-industrial y sectores industriales civiles.
El holding tiene 67 000 empleados. Sus productos se exportan a 60 países.
A finales de 2015 se planea poner a la OPV activos financieros de KRET.

### Consorcio Aviatsionnoe Oborudovanie, S.A.
Consorcio Aviatsionnoe Oborudovanie, S.A. lleva a cabo las actividades en el sector de diseño, fabricación y mantenimiento de equipos aéreos, sistemas de abastecimiento eléctrico, sistemas de paracaídas de uso militar y civil y sus componentes. El consorcio reúne a 36 empresas. de las cuales solo 21 están controladas por la corporación, incluidas 3 empresas federales estatales unitarias (FGUP, por sus siglas en ruso) y 18 sociedades anónimas (OAO, por sus siglas en ruso) (su parte en capital social equivale al 50 %). El Gobierno no tiene paquetes de control de las acciones de las restantes 15 sociedades anónimas. En 5 sociedades la parte del Gobierno es del 30 % al 49 %, en 8 sociedades es del 25,1 % al 25,5 % y en las restantes 3 empresas la parte del Gobierno es del 20 % al 25 %.  MMZ Rasvet, S.A., Gidroagregat, S.A., BLMZ, S.A., MMZ Znamya, S.A., Aviaagregat, S.A., Agregat, S.A., UAP Gidravlika, S.A., Ufimskoe Agregatnoe PO, S.A., NPP Zvezda, S.A., NPP Respirator, S.A., MMZ Mayak, S.A., KEMZ, S.A., AKB Yakor, S.A., Electroprivod, S.A., Fábrica de Electrogeneradores de Sarapul, S.A., Electroavtomat, S.A., Fábrica de Electromaquinaria Velkont, S.A.», MZEM, S.A., UNPP Molnia, S.A., MPO de Rumyantzev, S.A. y entre otros Segunda Fábrica de Dispositivos de Moscú, S.A. también forman parte del holding.
El volumen de productos militares es del 53 % y el de civiles es el 47 %.

### NPO Visokotochnie Kompleksi, S.A.
La Asociación de Investigación y Fabricación (NPO, por sus siglas en ruso) Visokotochnie Kompleksi es una organización del complejo militar-industrial, que se especializa en el sector de sistemas de alta precisión y sistemas de armamento para la zona táctica de combates. Visokotochnie Kompleksi realiza el ciclo completo, que comienza con el diseño y acaba con la venta de productos.
KB Priborostroeniya, S.A., KB Tochnogo Mashinostroeniya de Nudelman, S.A., Fábrica de Safonovo Gidrometpribor, S.A., Tulatochmash, S.A., Fábrica de Armamento de Tula, S.A., TsKBA, S.A., Scheglovski Val, S.A., TsKIB SOO, filial de KBP, S.A., Fábrica de Cartuchos de Tula, S.A., Rotor, S.A.,  Tulamashzavod, S.A. forman parte de Visokotochnie Kompleksi.
En diciembre de 2012, el Consejo de administración de Rostec aprobó la transferencia a Visokotochnie Kompleksi de activos de la Asociación de Investigación y Fabricación Oficina de Diseño y Fabricación de Maquinaria, el importante centro de diseño, investigación y fabricación, que lleva a cabo trabajos de proyección, fabricación, comprobación y, en general, optimización de armamento y diversa maquinaria militar. Las empresas de la Oficina de Diseño y Fabricación de Maquinaria se especializan en diseño de sistemas de armamento guido de cuatro tipos: sistemas de defensa aérea portátil,  sistemas de misiles antitanques, sistemas de misiles tácticos operativos y sistemas de protección activa.

### Rossiyskaya Elektronika, S.A.
El holding Rossiyskaya Elektronika, S.A. se creó a principios de 2009 a partir del holding estatal Rossiyskaya Elektronika, que a su vez se formó en 1997. Las empresas del holding se especializan en diseño y fabricación de artículos electrónicos, materiales y equipos electrónicos para su fabricación y también dispositivos de alta ultrafrecuencia, materiales y dispositivos semiconductores. Rossiyskaya Elektronika fabrica componentes básicos para el consorcio Radioelektronnie Technologii. Más de 70 organizaciones forman parte del holding. En diciembre de 2012 el Consejo de Administración de Rostec tomó la decisión de transferir los activos de holdings Sirius y Orion a Rossiyskaya Elektronika.
El consorcio Orion se creó en 2009 como asociación de investigación y fabricación especializada en el sector de subsistemas, sistemas y medios de comunicación técnicos de doble uso y uso específico. Organizaciones, que forman parte del consorcio, están situadas en seis distritos federales. Alrededor de 11 000 personas trabajó en las empresas de Orion.
Dieciséis organizaciones, incluidas NII Priborostroeniya de Omsk, S.A., la Oficina de Diseños Específicos de Barnaul Vostok, S.A. y, entre otras, el Instituto de Investigaciones Científicas de Sistemas de Comunicación Específicas Integral, S.A., formaban parte del holding.
El consorcio Sirius se formó en 2009. Los principales tipos de productos fabricados por las empresas que formaron parte del holding, son software, hecho según los requisitos del cliente; tiradas/conjuntos de productos de software de diferente funcionalidad; equipos y aparatos televisivos, que garantizan la trasmisión y recepción de las señales televisivas incluso en condiciones extremas (espacio exterior, entornos de altísima temperatura, entornos agresivos); elementos de los sistemas automatizados de control de fuerzas y medios; elementos de hardware y software de los sistemas automatizados para propósitos especiales; sistemas complejos de seguridad y protección de instalaciones de importancia crítica, áreas, transporte de pasajeros, equipos de telecomunicaciones. Más de 20 empresas formaron parte del consorcio, incluidos el Centro Científico de Tecnologías Modernas de Navegación Internavegatsia, S.A., Radiozavod, S.A., FGUP Oficina de Diseño de Fabricación de Dispositivos Semiconductores, S.A., la Fábrica de Dispositivos de Solnechnogorsk, S.A., el Centro de Investigaciones Científicas Kristal, S.A., el Instituto Estatal de Proyectos de Novosibirsk, S.A., el Instituto de Sistemas de Programación de Novosibirsk, S.A., el Instituto de Recepción de Radio y Acústica de Popov, S.A., el Instituto de Investigaciones Científicas de Televisión, S.A., el Instituto de Investigaciones Científicas de Televisión Industrial Rastr, S.A.
Rostec planea llevar a cabo la OPV de Rossiyskaya Elektronika.

### RT-Avto, S.A.
El holding RT-Avto fue registrado en abril de 2010. AVTOVAZ forma parte del holding y se considera subholding en el sector de turismos y KAMAZ en el sector de camiones.
Los tres principales tipos de las actividades de la organización son turismos y sus componentes, camiones y motores. El holding reúne a AVTOVAZ, S.A., KAMAZ  S.A., avtodisel, S.A., Fábrica de Motores de Tutaev, S.A., NPO Electromashina, S.A.

### Holding Shvabe
El holding se conformó en 2008. Hasta el 26 de octubre de 2012 se llamaba NPK Opticheskie Sistemi i Technologii. Las empresas del holding fabrican aparatos óptico-electrónicos, dispositivos y sistemas militares, los productos de alta tecnología de uso civil (sistemas de vigilancia de monitoreo aeroespacial y distanciado de la Tierra, sistemas láser, distanciómetros, visores láser, sistemas fotolitográficos, elementos de precisión, nanodispositivos, equipos médicos, dispositivos geodésicos, dispositivos de iluminación, etc.). La nomenclatura de los artículos fabricados por el holding se compone de 5000 nombres.

NPO Astrofisika, S.A., NPO Alfa, S.A., Fábrica Óptico-Mecánica de Vologda, S.A., Instituto Estatal de Óptica Aplicada, S.A., GOI de Vavilov, S.A., OKB Granat de Orlov, S.A., Fábrica Óptico-Mecánica de Zagorsk, S.A., Fábrica de Zverev de Krasnogorsk, S.A., Fábrica de Cristal Óptico de Litkarino, S.A., NITI Opticheskogo Materialovedeniya del Centro Científico Nacional GOI de Vavilov, S.A., PO Fábrica de Dispositivos de Novosibirsk, S.A., NPO Óptica, S.A., FGUP NPO Orion, S.A., MZ Sapfir, S.A., TsKB Tochnogo Priborostroeniya, S.A., TsKB Foton, S.A., Asociación de Fábrica Óptico-Mecánica de Yalamov de Ural, S.A. forman parte del holding. El holding está registrado en Ekaterimburgo desde 2011.
Según los planes de Rostec, la OPV del holding Shvabe se llevará a cabo en unos cuatro o cinco años.

### NPO IzhMash, S.A
IzhMash es el mayor fabricante ruso de armamento militar, incluido armas para francotiradores, proyectiles de artillería guiadas, así como una amplia gama de productos civiles: rifles de caza, fusiles deportivos, máquinas y herramientas. La empresa se fundó en 1807. Los productos de IzhMash se exportan a 27 países de todo el mundo, incluidos EE. UU., Reino Unido, Alemania, Noruega, Italia, Canadá.

## Actividad
A finales de 2016 Rostec incluye cerca de 700 organizaciones. Las principales áreas de negocio abarcan los siguientes sectores:
- fabricación de helicópteros
- equipos de aviación, aviónica y motores de aviación
- armas, equipo militar y especial (municiones, armas de alta precisión, campos de batalla y complejos de misiles tácticos, complejos de armas especiales, equipo de combate radio-electrónico, sistemas de identificación del estado)
- equipos radioelectrónicos y componentes electrónicos
- dispositivos ópticos y ópticos-electrónicos
- TI y telecomunicaciones
- Equipo médico
- materiales compuestos
- biotecnologías
- construcción de maquinaria de automoción e ingeniería[49]

De acuerdo con la Ley federal de Corporación estatal Rostechnológuii, el objetivo principal de la corporación es "promover el desarrollo, la fabricación y la exportación de productos industriales de alta tecnología mediante el apoyo a las organizaciones de Rusia en los mercados nacionales y extranjeros, en particular, para los desarrolladores y los fabricantes de productos de alta tecnología y cualquier organización en la que Rostechnológuii pueda influir el proceso de toma de decisiones debido a su participación mayoritaria en su capital o bajo los acuerdos firmados con ellos, así como aumentar la inversión en organizaciones que operan en diferentes sectores industriales, incluido la industria de defensa".
Funciones principales declaradas de la corporación:
- Colaborar con las organizaciones de diferentes sectores industriales, incluido el complejo militar-industrial, en el diseño y fabricación de productos industriales altamente tecnológicos, y también en la realización de los estudios innovadores y desarrollo de tecnologías;

- Garantizar la promoción a los mercados nacionales y extranjeros, organizar la venta en los mercados nacionales y extranjeros de productos industriales altamente tecnológicos, y también de los artículos relacionados con estos productos y resultados de actividad intelectual;

- Participar en la realización de la política estatal de la Federación Rusa en el campo de la colaboración en el ámbito del equipamiento militar con los países extranjeros y en el ámbito del programa estatal de armamento, y también organizar el cumplimento del programa estatal de armamento, pedidos estatales en el sector de la defensa, el plan de movilización, programas de objetivos específicos a largo plazo, programas federales de objetivos específicos y programas de colaboración en el ámbito del equipamiento militar, conforme a la legislación de la Federación Rusa;

- Atraer inversiones a las organizaciones de diferentes sectores industriales, incluido el complejo militar-industrial, entre otros, con el fin de crear modelos competitivos de productos industriales altamente cualificados, incluidos los militares.

- Realizar actividades publicitarias, de marketing y exhibiciones, participar en la organización y realización de exhibiciones (demostraciones) de modelos de productos de uso civil, militar o doble uso en el territorio de la Federación Rusa y en el extranjero, según los intereses de las organizaciones de diferentes sectores industriales, incluido el complejo militar-industrial.

- Colaborar con las organizaciones de diferentes sectores industriales, incluido el complejo militar-industrial, en la organización de investigaciones aplicadas al desarrollo innovador de la ciencia y en implantación de tecnologías innovadoras con el fin de aumentar el nivel de los productos industriales nacionales altamente tecnológicos, y con el fin de reducir el tiempo y precio de fabricación de estos productos.

- Apoyar las actividades de la organización, que es el mediador del estado en las actividades del comercio exterior respecto a productos militares.

### Objetivos estratégicos
Los principales objetivos de Rostec son facilitar el desarrollo, la fabricación y la exportación de productos industriales de alta tecnología, apoyando a las empresas rusas en los mercados nacionales y extranjeros y atrayendo inversiones en diversos sectores industriales, incluyendo el complejo militar-industrial.
- ganar posición de liderazgo en los mercados de productos de ingeniería de alta tecnología;
- aumentar el valor comercial y la capitalización de la organización;
- fabricar equipos militares de alta calidad superiores a sus análogos extranjeros;
- mantener y hacer avanzar las posiciones de Rusia en el mercado internacional de equipamiento militar y armamento.

### Misión
- facilitar el cumplimiento de la política estatal de desarrollo innovador de la economía rusa;
- desarrollar tecnologías industriales de alto nivel y crear productos de alta tecnología.

### Consejo de administración
- Serguéi Víktorovich Chémezov, director general de Rostec;
- Mantúrov Denís Valentínovich, ministro de Industria y Comercio de la Federación Rusa (presidente del Consejo de Administración);
- Borísov Yuri Ivánovich, subsecretario de defensa de la Federación de Rusia;
- Bricheva Larisa Ígorevna, asistente del Presidente de Rusia; directora de la dirección jurídica estatal en la oficina ejecutiva presidencial;
- Levitin Igor, ayudante del Presidente de la Federación de Rusia;
- Anton Siluanov, ministro de finanzas de la Federación de Rusia;
- Ostrovenko Vladimir, subdirector de administración del Presidente;
- Ushakov Yuri Víktorovich, ayudante del presidente de la Federación Rusa;
- Fomín Aleksandr Vasílyevich, subsecretario de defensa de la Federación de Rusia
- Alexander Nazarov - director general adjunto de la Corporación Estatal "Rostec".[52][53][54][55]

### Estrategia de desarrollo 2025
En diciembre de 2015 el consejo de supervisión de la corporación Rostec aprobó su estrategia de desarrollo hasta 2025. El objetivo principal de la estrategia es cambiar el modelo económico ruso diversificando la economía e incrementando la participación de productos civiles de alta tecnología y exportaciones no petroleras.
Para 2025 los flujos de ingresos de Rostec cambiarán significativamente. La proporción de las ventas de armas disminuirá de 20% en 2014 a 13% en 2025, y la proporción de componentes y software de aeronaves también disminuirá de 19% a 12%. Rostec, sin embargo, no tiene planes de reducir su capacidad de producción para el suministro de armas, componentes de aviones y software. Más bien, las reducciones deberían ocurrir debido al crecimiento proporcional de otros campos, principalmente electrónicos. La participación de los equipos de telecomunicaciones en los ingresos de Rostec debería aumentar de 4% a 12% para 2025.
"La implementación de la estrategia de desarrollo de Rostec cambiará la estructura de la economía rusa", dijo el director general de Rostec, Serguéi Chémezov. "De acuerdo con nuestros planes, para 2035 deberíamos alcanzar el nivel de competidores globales como GE y Samsung. Convertirse en una potencia industrial desarrollada y líder de la industria permitirá a Rusia alejarse de un modelo económico basado en la exportación de materias primas".
Rostec reúne a algunas de las empresas más importantes de la industria rusa. Con el fin de crear un modelo efectivo para administrar estos activos, se tomó la decisión de reestructurar completamente la corporación Rostec y todos sus holdings. El principal imperativo de la estrategia es el crecimiento de los ingresos en rublos, aunque la estrategia también incluye la introducción de productos civiles "inteligentes" a los mercados internacionales. Estos mercados se están desarrollando más de dos veces más rápido que los mercados tradicionales en los que opera Rostec.
"La nueva estrategia de Rostec, que predice un crecimiento anual del 17 por ciento, establece una tarea muy ambiciosa que requiere un enorme esfuerzo por parte del liderazgo de la corporación, sin embargo creo que nuestras proyecciones son factibles, ya que Rostec es el actor principal en la industria rusa y tiene la capacidad de alcanzar estos objetivos. Una de las principales áreas para la nueva estrategia de la corporación Rostec será el desarrollo de alta tecnología", dijo Denis Manturov, ministro de la industria y el comercio de Rusia.
Rostec es una de las diez mayores empresas industriales del mundo. La corporación ha determinado las áreas claves para el desarrollo: un aumento anual del 17% en los ingresos y un crecimiento espectacular de la participación de los productos civiles - a 50% para 2025.
La nueva estrategia incluye cinco elementos claves:
- Crecimiento agresivo,
- Entrar en nuevos mercados,
- Eficiencia operacional,
- Asociación con los principales actores del mercado,
- Canal de distribución.

Es prioritario entrar en los mercados de alta tecnología de rápido crecimiento como la electrónica, la informática, la automatización, los sistemas de gestión, la robótica, los materiales nuevos, etc.

### Renovación de la marca
El 21 de diciembre de 2012 se anunció la renovación de la marca de la corporación. Se cambiaron el nombre, logo y lema. El nombre Rostechnologii se sustituyó por Rostec, en inglés el nuevo nombre se escribe así: Rostec. El nuevo logo de la corporación ahora es un cuadrado abierto, que simboliza la ventana al mundo y el foco. El logo representa la filosofía del lema de la corporación: Compañero para el desarrollo. Además, se presentó la nueva página web de la corporación, la información en esta página está en seis idiomas (además de ruso, en inglés, alemán, francés, español, árabe y chino). Los idiomas fueron elegidos conforme a los países y regiones en los que están situados los mayores clientes de la corporación. La corporación tiene un canal oficial en YouTube y cuentas en redes sociales (Facebook, Twitter, ВКонтакте). «Los medios de comunicación y la marca influyen cada vez más en la adquisición de productos de valor añadido—, dijo el director general de Rostec Serguéi Víktorovich Chémezov. —La marca internacional es necesaria para atraer a los líderes tecnológicos y financieros mundiales, para llevar a cabo con éxito la estrategia de la corporación y elevar su capitalización». Según la evaluación de The Wall Street Journal, la renovación de la marca tiene como objetivo hacer la corporación más abierta.
El proyecto de la renovación de la marca fue realizado por el centro de comunicaciones estratégicas Apóstol y por Ilya Oskolkov-Tsentsiper, el fundador y propietario de la agencia británica Winter. El diseño gráfico fue realizado por el grupo bajo la supervisión de Hazel Macmillan (entre sus últimos proyectos está la decoración de los aviones de British Airways). La agencia británica SomeOneElse diseñó la nueva página web. Los especialistas de la agencia participaron en los proyectos HSBC, Land Rover, BBC. Se gastaron para la renovación de la marca alrededor de 1 500 000 de dólares.
Según la evaluación llevada a cabo por la consultora suiza Assessa, la marca corporativa de Rostec tiene el valor de 31.2 mil millones de rublos.
La marca corporativa, que se lanzó a finales de 2012, es actualmente una de las 15 marcas más valiosas de Rusia y tiene un valor similar al de las grandes empresas como Rosneft y Rostelecom.
Rostec fue la primera de las corporaciones estatales rusas en utilizar todo el potencial de las tecnologías modernas de la comunicación. La política de apertura de la información permitió la creación de una nueva imagen para la empresa estatal.

### Resultados financieros
Según los resultados financieros preliminares para el año 2012, los ingresos totales de Rostec alcanzaron los 960 mil millones de rublos frente a los 817 mil millones de rublos del año anterior. Los ingresos de las exportaciones a más de 70 países superaron los 240 mil millones de rublos.  El beneficio neto de Rostec en el año 2012 alcanzó casi 40 mil millones de rublos. Los pagos de impuestos de las empresas de la corporación en el año 2012 ascendieron a más de 120 mil millones de rublos. Las inversiones en la modernización y el desarrollo de la producción superaron 112 mil millones de rublos. El sueldo medio de los trabajadores de las empresas de la corporación creció a 26 200 rublos al mes frente a 23 700 rublos al mes el año anterior.
Principales indicadores financieros, 2015 ($ 1 = 60,96 RUB):
- Ingresos consolidados, 18.7 mil millones USD
- Beneficio neto consolidado, 1.62 mil millones USD
- Ingresos por exportación, 5,0 mil millones USD
- Inversiones totales, 2.1 mil millones USD
- Exportaciones de productos innovadores, 1.81 mil millones USD

### Proyectos anteriores
- En 2008, el grupo de empresas Pirelli y la corporación Rostechnologii firmaron un memorando sobre las condiciones básicas de la empresa conjunta para la fabricación de neumáticos para turismos y camiones. Originalmente, las partes planeaban la construcción de una fábrica especializada para la producción de neumáticos en Tolyatti, sin embargo, después los planes han cambiado. En 2011, se decidió que la producción de neumáticos se establecía en el holding Sibur, cuyas fábricas de neumáticos de Kírov y Vorónezh fueron compradas para este fin. El precio total de los activos transferidos alcanzó 222 millones de euros. Actualmente, las partes están realizando una modernización de las fábricas. En enero de 2013, se puso en marcha una nueva línea de producción en la Fábrica de Neumáticos de Vorónezh.[67] Hacía el año 2015, en la fábrica producirán 10 500 000 de turismos y camiones ligeros, y el volumen de ventas alcanzará los 500 millones de euros.[68] Hacía el año 2015, en la fábrica producirán 10 500 000 de turismos y camiones ligeros, y el volumen de ventas alcanzará los 500 millones de euros.[69]

- En febrero de 2008, AVTOVAZ y el consorcio francés de fabricación de automóviles Renault, con la participación activa de Rostec, firmaron un acuerdo para la colaboración estratégica. El acuerdo puso en marcha una reestructuración a gran escala de las empresas de automóviles nacionales: representantes de Renault entraron en la dirección de AVTOVAZ, y las acciones de la empresa se dividieron entre los participantes del consorcio. Lа empresa francesa recibió un paquete de acciones de AVTOVAZ: el 25 % más una acción. En 2009, Renault y AVTOVAZ firmaron el acuerdo complementario, según el cual la parte de Renault contribuyó con sus propiedades, incluidos equipos para la fabricación, transferencia de tecnologías, y también conocimientos y experiencia, todo por un total de 240 millones de euros. Este dinero sirvió para modernizar la línea de producción de AVTOVAZ y prepararla para la fabricación de automóviles Renault y Nissan, así como nuevos modelos de Lada, producidos con la ayuda de la innovación extranjera. Esto debería permitir a AVTOVAZ restablecer la rentabilidad y mantener las posiciones líderes de las marcas Lada, Renault y Nissan en el mercado ruso. Desde 2011, el Alliance Renault-Nissan ha negociado con los copropietarios de AVTOVAZ Rostec y Troika Dialog para comprar el paquete mayoritario del fabricante de automóviles ruso. En mayo de 2012, las partes llegaron a acuerdos previos sobre la creación de una empresa conjunta, que sería la propietaria del 74,5 % de AVTOVAZ. Se acordó que el Alliance Renault-Nissan recibiría el 67,13 % de las acciones. La formalización legal del acuerdo se produjo en diciembre del año 2012.[70]

Asimismo, el Alliance Renault-Nissan y la corporación estatal Rostec contribuyeron con sus participaciones de la fábrica (el 28,98 % y el 25 %, respectivamente) en la empresa conjunta, que a su vez, después, comprará el 20,14 % de las acciones, pertenecientes a Troika Dialog. Finalmente, la participación real de Renault-Nissan en AVTOVAZ alcanzará el 50,1 % y la participación de Rostec el 24,5 %, el paquete de acciones que dará a Rostec derecho a «bloquear» las decisiones tomadas por el Consejo de Administración de la empresa (con respecto a la distribución histórica del capital social de Avtovaz, según la cual en las votaciones participan el 94 % de acciones en lugar del 100 % habituales). Considerando el total de las participaciones en la empresa conjunta, en AVTOVAZ se ha invertido dinero y las propiedades por un valor total tres veces mayor al precio de la empresa en el mercado.
- En 2006, la corporación VSMPO-AVISMA llegó a un acuerdo con Boeing para el establecimiento de una empresa conjunta para el tratamiento mecánico de estampados de de titán para Boeing 787 Dreamliner y aviones de pasajeros rusos, y en 2007, se firmó el contrato. La construcción de una nueva fábrica, la contratación y capacitación del personal y la instalación de máquinas duraron solo dos años, y en 2009, una de las fábricas más modernas del mundo, Ural Boeing Manufacturing, creada con la participación de Rostec, comenzó su trabajo.[71] En octubre de 2012, VSMPO-AVISMA firmó un memorando con Boeing, que preveía la expansión de la capacidad de Ural Boeing Manufacturing.[71] La empresa conjunta compró 4 nuevas máquinas, cuya instalación se prevé para 2013. Las inversiones adicionales en desarrollo alcanzarán 12 millones de dólares.[72]  Los socios están desarrollando nuevas aleaciones y tecnologías de titanio para el sector aéreo. En particular, la aleación de titanio "Ti5553" permite reducir el peso del avión.

- En julio de 2008, Rostec firmó un acuerdo con el holding Metalloinvest, que en caso de victoria en el concurso de empresas conjuntas preveía la explotación del yacimiento de cobre en la región de Chitá,[73] cuyas reservas se estiman en 20 millones de toneladas de cobre o 1300 millones de toneladas del mineral, que asciende al 30 % de todas las reservas exploradas en Rusia. En septiembre del mismo año, el concurso lo ganó la Asociación de Minería de Mikhailovskoe (que forma parte de Metalloinvest). A mediados de 2012, se realizaron los trabajos preparativos para el desarrollo del yacimiento. Conforme al plan, la producción debe comenzar como muy tarde en junio de 2014.[74]

- El 11 de noviembre de 2008, la corporación estatal Rostec compró el 25,1 % de las acciones de la empresa WiMAX Holding Ltd, principal accionista de la empresa Skartel, y operador de la red WiMAX Yota.[75]

- En noviembre de 2009, Rostec y Thales firmaron un memorando para la colaboración en el sector de sistemas electrónicos del sector militar y aeroespacial. Este documento formaliza la interacción de las dos organizaciones para el intercambio y el uso conjunto de logros en el sector de alta tecnología en los ámbitos civil y militar.[76]  En 2010, las partes acordaron ampliar el alcance de la cooperación y firmaron un nuevo acuerdo de colaboración, donde acordaron establecer una empresa conjunta para diseño, fabricación y mantenimiento en los sectores de la organización del tráfico aéreo y aviónica modular integrada para la aviación civil. La empresa conjunta se estableció en la Fábrica Óptico-Mecánica de Vologda y produce bajo licencia cámaras termográficas Katrin FC y Katrin XP y binoculares termográficos portátiles Sofi-MF.[77]

- En 2010, Helicópteros de Rusia, que forma parte de Rostechnologii, llegó a un acuerdo con la empresa AgustaWestland, que forma parte de Finmeccanica, para la creación de una empresa conjunta, HeliVert, S.A., que se dedicaría a producir los helicópteros AW139 en la nueva fábrica en el pueblo Tomilinode la región de Moscú.[78] El AW139, fabricado en Rusia, voló por primera vez el 19 de diciembre de 2012.[79] En 2012, las partes también acordaron ampliar el alcance de la cooperación y firmaron un acuerdo preliminar para el desarrollo, producción y venta del motor del nuevo helicóptero avanzado de un único motor de 2,5 toneladas de peso.[80]

- Además, Rostec colabora activamente con otros socios extranjeros y con las empresas rusas más grandes del transporte y la energía, con grupos industriales, organismos gubernamentales, cuerpos de autoridades locales y regionales y con las administraciones de las regiones de la Federación de Rusia.

La corporación firmó contratos de colaboración con las siguientes organizaciones:
ОАК, ОSК, RZhD, «Aeroflot», «Lukoil», «Gasprom», etc.
El principal mecanismo de interacción con las autoridades ejecutivas son acuerdos de cooperación en diferentes actividades, incluida la promoción del desarrollo, la producción y exportación de productos industriales altamente tecnológicos de uso militar y civil. Según los datos de septiembre de 2012, la corporación cerró los acuerdos con 31 regiones, y en 26 regiones de la Federación Rusa Rostec abrió sus filiales.

## Política social de Rostec
En las empresas, que forman parte de Rostec, trabajan alrededor de 900 000 personas. Las 21 empresas que forman parte de Rostec asumen la máxima responsabilidad dentro de la corporación, y están situadas en zonas donde prácticamente todos los habitantes trabajan en ellas únicamente. Como ejemplo de la actividad de la corporación, orientada a la estabilización de la situación social en las poblaciones de este tipo, los medios de comunicación realizaron una serie de reportajes en relación con AVTOVAZ en Tolyatti en el periodo de la crisis económica de 2008-2009. A pesar de los despidos masivos, se logró evitar la agitación social gracias a un programa específico de búsqueda de trabajo para los trabajadores despedidos. En la ciudad Verkhnyaya Salda (Región de Sverdlovsk), donde está situada una de las empresas, VSMPO-AVISMA, la tasa de desempleo es menor al 1%.

### El proyecto nacional Salud
En el marco de la aplicación del proyecto nacional Salud, la corporación construyó nueve centros médicos federales altamente tecnológicos. Desde 2010 funcionan cinco centros de cirugía cardiovascular (Jabárovsk, Krasnoiarsk, Cheliábinsk, Perm y Kaliningrado), dos de neurocirugía (Tiumén y Novosibirsk) y dos de traumatología, ortopedia y endoprótesis  (Smolensk y Barnaul).

### Programa de desarrollo de los centros prenatales
Rostec participa en el programa de desarrollo de los centros prenatales junto con el Ministerio de la salud de la Federación de Rusia, el Fondo federal de seguro médico obligatorio y las autoridades federales.
El programa tiene planes para establecer instituciones de salud de alta tecnología en las regiones de Rusia para prestar asistencia médica asequible y cualitativa para las madres y los niños (incluidos los períodos de lactancia temprana). El Programa ayudará a facilitar una disminución considerable de las tasas de mortalidad de lactantes y madres y aumentará la tasa de supervivencia de los niños que tienen una masa corporal baja y extremadamente baja durante las primeras etapas del embarazo.
Rostec construye y equipa centros prenatales en 15 regiones de la Federación de Rusia
- 6 repúblicas: Bashkortostán, Buryatia, Daguestán, Ingushetia, Karelia y Saja (Yakutia).
- 9 regiones: Arjanguelsk, Bryansk, Leningrado, Orenburgo, Penza,[94] Pskov, Smolensk, Tambov y Ulyanovsk.

### Programa de vivienda para empleados de la corporación
En 2015 se aprobó el programa de vivienda de la corporación estatal Rostec, cuyo objetivo era atraer y retener a especialistas calificados, empleados para los cuales la corporación incurre en un déficit de personal, así como jóvenes especialistas que graduaron de las universidades e instituciones de educación secundaria (especiales) que son el núcleo de la corporación.
De acuerdo con el programa, el apoyo corporativo de la corporación a sus empleados se realiza en tres áreas:
- compensación o subsidio de interés o pago inicial del préstamo inmobiliario;
- compensación o subsidio de los pagos de alquiler y servicios públicos;
- apoyo administrativo, metodológico y financiero de las asociaciones de vivienda entre los empleados de las empresas de la corporación en el complejo de la industria de defensa.

### Formación
Gracias al programa de educación de la corporación, se crean las condiciones para el desarrollo sostenible de los recursos de personal, lo que ayuda al personal directivo a ajustarse a los requisitos actuales y a las normas internacionales en la gestión de la actividad innovadora de la compañía.
Rostec colabora con 312 universidades que firmaron acuerdos con empresas de la corporación para el objetivo de formación de especialistas, el desarrollo de la cooperación en el ámbito de la ciencia y la tecnología y el desempeño de la investigación conjunta, el diseño y la tecnología de obras.
El número de departamentos de los holdings empresariales y de las empresas de la corporación en las universidades es de 294. En el año 2015 en cooperación con las universidades fueron realizados 165 proyectos de innovación. El volumen de financiación de proyectos de investigación, diseño y tecnología como parte de estos proyectos fue de 2,8 mil millones de rublos.
La corporación estableció el departamento de administración en el área militar y de cooperación técnica en el Instituto Estatal de Relaciones Internacionales de Moscú (MGIMO) que educó y proporcionó empleo a la corporación para más de 80 estudiantes. Rostec continúa cooperando con otras instituciones de educación superior, incluyendo, entre otras, la Universidad Técnica Estatal Bauman de Moscú y la Universidad Económica Plejánov de Rusia (Plekhanov Russian University of Economics) que debe su nombre a Gueorgui Plejánov.

## Actividades de patrocinio
Rostec presta asistencia caritativa y patrocina la educación y el sector de las artes y la cultura; apoya eventos importantes para la vida cultural y pública del país.
Rostec también apoya deportes en Rusia y competiciones socialmente significativas, instituciones educativas y la capacitación de personal para las empresas de la corporación.
El 27 de noviembre de 2007, Rostec se convirtió en el socio general del club de fútbol Krylya Sovetov de Samara pero en 2011, la corporación decidió suspender el apoyo al equipo.
En 2010 y 2011, la Corporación patrocinó a Vitali Petroven la Fórmula-1. En 2012 Helicópteros de Rusia se convirtió en socio de Caterham F1Team, el equipo de Petrov.
En mayo de 2015, Rostec se convirtió en socio estratégico de PFC Arsenal Tula. El acuerdo es un documento exhaustivo destinado a apoyar y desarrollar los deportes de masas en Tula sobre la base de PFC Arsenal. Rostec se convirtió en un fundador y el principal socio del festival internacional de fuegos artificiales, durante muchos años apoyó el festival de la Torre Spasskaya.
El festival internacional de música militar de la Torre Spasskaya se celebra anualmente bajo los auspicios de Rostec. Las mejores bandas militares rusas y extranjeras, tocando folk y música pop, y las unidades de guardias de honor de los jefes de Estado demuestran sus habilidades en la Plaza Roja de Moscú. Rostec organizó el primer festival internacional de fuegos artificiales en Rusia. Los mejores pirotécnicos de Europa, Asia, América Latina y Rusia se presentaron en el evento de fuegos artificiales y música en la Colina de los gorriones en Moscú.
En 2015, Rostec apoyó el equipo ruso en un evento deportivo internacional para personas con discapacidad intelectual, los Juegos Mundiales de las Olimpiadas Especiales, en Los Ángeles. En los Juegos Olímpicos Mundiales de las Olimpiadas Especiales de 2015 participaron 248 atletas y entrenadores de 25 regiones de Rusia. Los atletas participaron en 24 deportes, incluyendo atletismo, natación, judo, levantamiento de potencia, balonmano, voleibol, fútbol, baloncesto, gimnasia artística y rítmica, bádminton y otros. El equipo ruso ganó 119 medallas de oro, 50 de plata y 42 de bronce. De acuerdo con los resultados de los Juegos Olímpicos Especiales, el equipo ruso ganó 26 medallas de oro y obtuvo el primer lugar superando a Estados Unidos, Canadá y cinco equipos chinos.
En asociación con la Unión de ingenieros de Rusia, Rostec llevó a cabo los Juegos Olímpicos de la Escuela para las profesiones de ingeniería titulado "Estrellas: talento en defensa y seguridad", la mayor escala de los Juegos Olímpicos de la Academia Rusa para los estudiantes de la escuela. La participación en los Juegos Olímpicos fomenta el interés de los estudiantes en la investigación científica y mejora la afluencia de jóvenes talentosos a las universidades regionales.
La corporación es coorganizadora del Foro Industrial Internacional de Jóvenes Ingenieros del Futuro. El foro es reconocido como una plataforma única para el intercambio de experiencia profesional entre jóvenes científicos rusos y extranjeros y especialistas en empresas industriales. En cinco años más de 5000 jóvenes especialistas, científicos, estudiantes universitarios y postgraduados de más de 40 países han participado en el evento.
En 2015, con el apoyo de corporación Rostec se llevó a cabo la Olimpiada digital para los estudiantes internacionales sobre disciplinas científicas, técnicas y naturales. La competencia intelectual se llevó a cabo digitalmente en tres rondas y cubrió una audiencia de miles de estudiantes de Rusia y otros países. El premio de la ronda final de los Juegos Olímpicos igualó 3 millones de rublos.
Para mejorar la formación profesional de los empleados, Rostec coopera con el movimiento WorldSkills. En 2015 la corporación y WorldSkills Rusia concluyeron un acuerdo de cooperación que se dirige principalmente al trabajo conjunto sobre la formación de especialistas para las industrias de alta tecnología. Corporación estatal Rostec es un socio general de WorldSkills Rusia de acuerdo con el acuerdo de tres años.

## Cooperación Militar Industrial
El desarrollo de la cooperación militar industrial con países extranjeros es una de las actividades más importantes de la corporación. El volumen de exportaciones de 2011 de productos de uso militar a clientes extranjeros a través de Posoboronexport alcanzó los 10 700 millones de dólares, a pesar del pronóstico de 9 190 millones de dólares. La continua subida del volumen de ventas (en 2011 en 2 mil millones de dólares) permite a Rusia ocupar el segundo lugar (superado solamente por los Estados Unidos) en el ranking de los estados exportadores de productos militares. En el año 2012, los ingresos de las exportaciones de armas rusas alcanzaron los 15 214 millones de dólares, y el volumen total de pedidos de productos militares rusos alcanzó los 46 300 millones de dólares.